# Rafał Bugdol
Rafał Bugdol (ur. 2 października 1995 w Raciborzu) – reprezentant Polski w pływaniu, aktualnie trenujący w barwach klubu AZS-AWF Katowice. Zawodnik specjalizujący się w stylu dowolnym (100m/200m) oraz grzbietowym (50m/100m).
Wielokrotny medalista Mistrzostw Polski Seniorów, Młodzieżowców oraz Juniorów. W swoim dorobku posiada również medale z Mistrzostw Europy Juniorów oraz  Wojskowych Mistrzostw Świata. Finalista Uniwersjady w Tajpej (2017) oraz finalista Mistrzostw Świata Juniorów w Dubaju (2013).